# 小林香萌
小林 香萌（こばやし かほ）は、日本の女子プロレスラー。

## 経歴

### WNC
2012年
- 5月、TAJIRIらによって旗揚げされたWNCの練習生となる。
- 11月9日、新宿FACEで行われたWNC「ドキッ!女だらけのまこかなプロ」で児玉ユースケ（現：児玉裕輔）とエキシビション。

2013年
- 1月4日、板橋グリーンホールで行われた「WNC FUTURE」で吉村はるかと実戦スパーリング[4]。
- 4月13日、阿倍野区民センターで行われた「Big Muscle Classic 2 ボディガー復帰感謝祭 with WNC」でTAJIRIとエキシビション。
- 6月28日、地元の春日部ふれあいキューブにてWNC大会のセミでリン・バイロンとデビュー戦を行うも、ブレーンバスターからの片エビ固めで敗れる[5]。同団体初の生え抜き女子選手となった。
- 7月7日、WNC四日市オーストラリア記念館大会で朱里と対戦するが、逆エビ固めでギブアップ[6]。
- 7月13日、春日部ふれあいキューブでのRay自主興行「2013プロレス夏祭りin 春日部」で行われた春日部ゆかりの女子レスラーによる「春日部女子王座決定戦」バトルロイヤルに主出場するが、最初に脱落（優勝は川田由美子）[7]。
- 7月25日、WNC新宿大会で初となる他団体選手との対戦としてSareee（ディアナ）と対戦するが、ミサイルキックを受け敗戦[8]。
- 7月28日、初の他団体としてJWP名古屋クラブダイアモンドホール大会に参戦、初のタッグマッチとしてライディーン鋼と組み、勝愛実&星ハム子（アイスリボン）組と対戦するが、勝のリバーススプラッシュを喰らい敗戦[9]。
- 8月3日、WNC横浜ラジアントホール大会で朱里と2度目のシングル、再び逆片エビ固めでギブアップ[10]。
- 8月7日、WNCさざんぴあ博多大会で初となる外国人としてセリーナと対戦するが、スピアーに屈する[11]
- 8月8日、WNC熊本市流通情報会館大会でエル・イホ・デル・パンテーラ&青柳政司（誠心会館）と組み、アズールドラゴン（タフス）&真琴&ヤンキー・ライオン（現：藤原ライオン）と対戦、パンテーラがライオンをスワントーンボムで仕留め、直接ではないものの初勝利[12]。
- 8月10日、WNC鹿児島オロシティホール大会で土肥孝司&篠瀬三十七と組み、グラン浜田&真琴&アズールドラゴン組と対戦するが、ダブルアームスープレックスホールドで敗れる[13]。
- 8月20日、真琴が立ち上げる「私立・プロレス学園」の生徒第1号となる[14]。
- 8月24日、REINA東部フレンドホール大会でつくし（アイスリボン）とシングルで対戦するが、ミサイルキックからの片エビ固めで敗れる[15]。
- 8月25日、プロレスリングWAVE初参戦。新木場1stRING大会で花月（センダイガールズ）と組み、下野佐和子（OSAKA女子）&つくし組と対戦するが、下野のダイビング・雷電ドロップからの片エビ固めで敗れた。エンディングでつくしとともに「ヤングオー!オー!」への出場を打診された[16]。
- 8月29日、WNC新宿大会、真琴と組み、朱里&セリーナと対戦も、朱里のジャーマンスープレックスホールドに屈する[17]
- 8月30日、道頓堀アリーナで行われた「プロレス・MMA格闘技夏祭り2013〜Dramatic Night〜」にてTAJIRIと組み、土肥孝司&真琴組と対戦し、TAJIRIが土肥からバズソーキックからの体固めで勝利[18]。
- 9月7日、アイスリボン初参戦。つくしプロデュース大会の第1試合で世羅りさと対戦するが、世羅の新技、ゆりかもめで敗れる[19]。
- 9月8日、ラゾーナ川崎プラザソルの昼夜興行に参戦。昼のREINAでラビット美兎（JWP）と組み、朱里&星ハム子組と対戦するが、美兎が朱里のランニングアタックニーを受け敗れる[20]。夜は初参戦となるディアナでピヨタマスクとシングルで対戦するもドロップキックで敗れる[21]。
- 9月14日、WNC養父・つるぎが丘八鹿総合体育館大会で朱里と3度目のシングルもジャーマンスープレックスで敗れる[22]。
- 9月18日、WNC新宿大会で「私立・プロレス学園」vs「私立・クズプロ学園」対抗戦として真琴&松本都（崖のふちプロレス）と組み、木藤拓也と対戦し、真琴のスピアーで勝利[23]。
- 9月20日、REINA江戸川大会でSareeeと初タッグ。亜利弥'&ラビット美兎組と対戦するが、ラビットのダイビングボデイプレスで敗れる[24]。
- 9月21日、アイスリボン道場マッチ第1試合で志田光とシングルで対戦するもフルメタルマフラーでギブアップ、メインではケーシー・オーウェンズ11人掛けの5人目登場で引き分け[25]。
- 9月22日、アイスリボン横浜大会で松本都と組み、「私立・プロレス学園vsリアル女子中学生」としてくるみ&弓李と対戦するが、都がナッツドライバーに屈する[26]。
- 9月23日、広島産業会館で開かれたWNC×メープルカイザー「子育てチャリティープロレス」で吉村はるかとエキシビション[27]。
- 9月24日、アイスリボン道場マッチで今度はチェリー（ユニオン）と組んでくるみ&弓李と再戦、チェリーが熟女でドーン!からドラゴンスリーパーを弓李に決めてギブアップ勝ち[28]。
- 9月29日、WNC川崎大会セミでTAJIRIと組み、AKIRA&井上京子（ディアナ）組と対戦するが、京子のラリアットからの片エビ固めで敗れる[29]。夜に同所で行われたディアナにも参戦し、伊藤薫とシングルで対戦するがラリアットからの体固めで敗れる。また、この日のWNCの興行では、日向小陽とのエキシビションと、バトルロイヤル（メインで真琴と対戦した中島安里紗が負傷でノーコンテストに終わったため急遽行われた）にも出場したため、1日で計4試合となった。[30]。
- 10月4日、REINA江戸川大会でSareeeと組んでチェリー&真琴と対戦するが、真琴のダブルアームスープレックスホールドに屈する[31]。
- 10月6日、ディアナ道場マッチに参戦し、Sareeeとシングルで対戦も、ジャーマンスープレックス・ホールドを決められる[32]。
- 10月8日、アイスリボン道場マッチでくるみと組んで藤本つかさ&弓李と対戦、くるみがトッププレスから片エビ固めを弓李に決めて勝利[33]。
- 10月13日、アイスリボン板橋グリーンホール大会で松本都&弓李と組んで星ハム子&内藤メアリ&235と対戦するが、弓李がハム子のダイビングボディープレスから片エビ固めで敗れる[34]。
- 10月14日、WNC×REINA横浜大会で、チカ・トルメンタと対戦するが、スタイルズクラッシュからエビ固めで敗れる[35]。
- 10月18日、ディアナ川崎大会で藪下めぐみ（FIGHT CHIX）とシングルで対戦も、藪下スペシャル1018を決められギブアップ[36]。
- 10月26日、アイスリボン道場マッチで藤本つかさと組んで松本都&旧姓・広田さくらと対戦、初めて都と対峙したが、広田のときめきメモリアルが都に誤爆したところを藤本のエビ固めで勝利[37]。
- 10月31日、WNC後楽園大会で日向小陽のデビュー戦の相手となるが、前方回転エビ固めで敗れる[38]。試合後、WNCとK-DOJOの団体対抗戦への参戦をアピールした[39]。
- 11月3日、WNC八王子大会で日向小陽と再戦するが、飛びつき十字固めで連敗[40]。
- 11月8日、ディアナ川崎大会でライディーン鋼と組み、青野敬子&唯我の堀田暴走軍タッグと対戦、しかし唯我のジャーマンスープレックスホールドに屈する[41]。
- 11月9日、アイスリボン道場マッチで同じ春日部出身の内藤メアリシングルも、変形キャメルクラッチを決められギブアップ。しかし、試合後に「お互い春日部の星を目指していきたい」とエールを送られた[42]。
- 11月10日、JWP浅草花やしき大会にて、ラビット美兎の代役としてつくしと組み、中森華子&藤ヶ崎矢子組と対戦、つくしが矢子にミサイルキックを浴びせて勝利[43]。
- 11月12日、アイスリボン道場マッチで内藤メアリと初の春日部タッグ。志田光&弓李組と対戦するが、メアリが志田のファルコンアローに屈する[44]。
- 11月16日、K-DOJO初参戦。土肥孝司と組み、関根龍一&バンビ組と対戦するが、バンビのスタンディングシャイニングウィザードからのエビ固めで敗れる[45]。
- 11月17日、ディアナ道頓堀大会でジェニー・ローズとシングルで対戦するが、ペディグリーで敗れる[46]。
- 11月19日、アイスリボン「世羅りさ生誕祭」で弓李と組み、星ハム子&くるみ組と対戦するが、弓李がくるみのダイビングボディプレス2連発に屈する[47]。
- 11月24日、アイスリボン「おでかけプロレスin岩槻」で世羅りさと組み、藤本つかさ&弓李組と対戦するが、世羅が藤本のミサイルキックを浴び敗戦[48]。
- 11月29日、WNC新宿大会で高橋匡哉&村瀬広樹&藤原ライオンと組み、篠瀬三十七&日向小陽&ダニー・ドゥガン&柴田正人と8人タッグ、村瀬が篠瀬のバズーカエルボーを喰らい敗戦[49]。
- 11月30日、アイスリボン道場マッチでくるみと組み、志田光&弓李組と対戦し、くるみが弓李にダイビング・ボディプレスを喰らわせ勝利[50]。
- 12月1日、川口SKIPシティで行われた「アイスリボンフェスタ2013」にて、松本都と組み、くるみ&弓李と再戦するが、くるみのダイビングボディープレスを受け敗れる[51]
- 12月6日、WNC大阪アゼリア大正大会で真琴とシングルで対戦も、スピアーを受けて敗れる[52]。
- 12月11日、アイスリボン道場マッチで内藤メアリとの「チーム春日部」として志田光&くるみ組と対戦するが、メアリが志田のファルコンアローに屈する[53]。
- 12月14日、アイスリボン道場マッチでくるみと組んで、つくし&弓李と対戦するが、くるみがつくしのでんでん虫に屈する[54]。
- 12月15日、ディアナ新宿大会でセレジア・スパークスと対戦するが、エクスプロイダーで敗れる[55]。
- 12月21日、WNC岐阜商工会議所大会で朱里とシングルで対戦も、ジャーマンスプレックスホールドに屈する[56]。
- 12月22日、REINA新木場大会で、真琴とシングルで対戦もスピアーで敗れる[57]。
- 12月23日、WNC北千住シアター1010昼夜大会、昼の部で黒潮"イケメン"二郎と組み、TAJIRI&日向小陽と対戦し黒潮が前方回転エビ固めに屈する[58]。夜の部ではリン・バイロンと組み、ラ・コマンダンテ（CMLL）&日向小陽組と対戦するが、コマンダンテのダイビングボディプレスからの体固めで敗れる[59]。
- 12月24日、アイスリボン道場マッチでチーム春日部として、藤本つかさ&志田光の「マッスルビーナス」と初対戦、メアリが藤本のダイビング・ローリングネックブリーカーに屈する[60]。
- 12月29日、ディアナ川崎大会にて「ディアナ VS WNC」として真琴と組み、ジャガー横田&Sareee組と対戦するが、ジャガーのレッグロールクラッチに屈する[61]。
- 12月31日、アイスリボン後楽園大会、チーム春日部として希月あおいの復帰戦の相手となった（希月のパートナーは235）、メアリが235のオクラホマロールに屈する[62]。

2014年
- 1月4日、ラジアントホールで昼夜興行。昼のアイスリボンでは235と組み、紫雷美央&松本都と対戦、235が美央の首4の字固めにギブアップ[63]。夜のWNCでは美央とシングルで対戦するが、トラースキックからの片エビ固めに屈する[64]。
- 1月9日、WNC-REINA所属になる[65]。
- 1月11日、北千住シアター1010での「篠瀬三十七興行〜感謝〜」にて真琴と組み、中川ともか&Rayと対戦するが、中川のスライディングラリアットで敗れる[66]。
- 1月12日、アイスリボン信州プロレスアリーナ大会「新春・長野リボン」第1部でくるみと組み、成宮真希&世羅りさと対戦、成宮のユルネバを受け敗戦[67]。第2部では世羅と組み、新田猫子&内藤メアリと対戦するが、猫子入り式十字固めで敗れる[68]。
- 1月25日、アイスリボン道場マッチでチーム春日部としてくるみ&ベーター・ノワールと対戦、メアリがベータ―のジャックハマーで敗れる。試合後の座談会でチーム名を「春日部クラッカーズ」と改めた[69]。
- 1月26日、レッスル武闘館での「私立・プロレス学園〜学園祭〜」にて、これがプロレス本格復帰となった加藤悠と組み、真琴&松本都と対戦するが、加藤が真琴のスピアーを受けて敗れる[70]。
- 1月30日、WNC新宿大会で黒潮"イケメン"二郎と組み、藤原ライオン&日向小陽と対戦、黒潮のムーンサルトプレスからのイケメンクラッチで日向から勝利[71]。
- 2月2日、WAVEの若手中心ブランド「YOUNG OH! OH! 9」レッスル武闘館大会にて飯田美花とシングルもヒザ十字固めを決められギブアップ[72]。
- 2月9日、昼のWNC川崎大会で「REINA旗揚げカウントダウンマッチ」として雫有希（きらきら太陽プロジェクト）とシングルもフィッシャーマンズバスターで敗れる[73]。夜はディアナ「青野敬子デビュー20周年記念大会」としてSareeeと組み、イーヴィー&シンディー・サンダースと対戦、イーヴィーのダイビングフットスタンプで敗れる[74]。
- 2月16日、新木場1stRINGで行われたWNC-REINA旗揚げ戦で亜利弥’とシングル、飛び込み式回転エビで3カウントを狙うも返され、腕ひしぎ逆十字で敗れる[75]。
- 2月21日、ディアナ川崎大会でSareeeと組み、ラビット美兎&藤ヶ崎矢子組と対戦、Sareeeが矢子にミサイルキックを浴びせ勝利[76]。
- 2月26日、アイスリボン道場マッチでくるみと組み、チェリー&優華と対戦、チェリーの春夜恋で敗れる[77]。
- 2月27日、WNC新宿大会で朱里と組み、木村響子&中川ともか組と対戦するが、頭突きを受け敗れる[78]。
- 3月1日、アイスリボン道場マッチで藤本つかさと組み、星ハム子&松本都組と対戦、都のマンマミーアZで敗れる[79]。
- 3月8日、アイスリボン道場マッチで初の3WAY戦。藤本つかさ、つくしと対戦するが、つくしのでんでんむしで敗れる[80]。
- 3月9日、昼のディアナ新宿大会でSareeeと組み、DASH・チサコ&仙台幸子組（十文字姉妹・センダイガールズ）と対戦、Sareeeがチサコのホルモンシュプラッシュを受け敗れる[81]。夜のREINAでも同じタッグで、中島安里紗&ラビット美兎と対戦も、中島のジャーマンスープレックスホールドに屈する[82]。
- 3月12日、アイスリボン道場マッチで連続の3WAY戦。新田猫子、チェリーと対戦するが、猫子のネ・コヒストラルで敗れる[83]。
- 3月21日、WNC大阪アゼリア大正大会で松山勘十郎（大阪プロレス）&リン・バイロンと組み、木藤拓也&真琴&日向小陽と対戦、勘十郎が日向からマグロフォールで勝利[78]。
- 3月23日、ディアナ川崎大会、Sareee&藤ヶ崎矢子と組み、チェリー&ジェシカ・ジェームスとハンディキャップマッチ（イーヴィーが練習中の怪我のため欠場しハンディキャップマッチに変更された）、矢子がチェリーの春夜恋に屈する[84]。
- 3月29日、WNC埼玉進修館大会、リン・バイロンと組み、ダンプ松本&アレックス・リー組と対戦するが、ダンプのボディプレスに屈する[85]。
- 4月6日、昼のWNC川崎大会では朱里と組み、真琴&成宮真希組と対戦するが、真琴のスピアーを受け敗れる[86]。夜のディアナではSareee&と組み、花月&シンディー・サンダースと対戦、Sareeeがシンディをジャーマンスープレックスホールドで仕留める[87]。プロレスリングWAVE主催「Catch the WAVEYOUNGブロック」へのエントリーが決まる。
- 4月18日、宮城野区文化センターにてセンダイガールズ初参戦。花月と組み、倉垣翼&紫雷美央組と対戦も、倉垣のムーンサルトプレス→体固めで敗れる[88]。
- 4月25日、WNC後楽園大会にて、真琴&日向小陽&加藤悠と組み、リン・バイロン&ダンプ松本&アレックス・リー&雫有希の8人タッグで対戦、真琴がダンプのボディプレスに屈する[89]。
- 4月27日、REINA新木場大会にて行われたREINA世界タッグ王座決定トーナメントに真琴と組んでエントリー。1回戦のアレックス・リー&クレージー・マリー戦、2回戦のLeon&フェアリー日本橋（OSAKA女子）戦をいずれも真琴のスピアーで勝ちあがり、決勝の雫有希&亜利弥'戦でスクールボーイを雫に決めて初の直接勝利、そして初タイトル獲得となった[90]。
- 4月28日、駒沢オリンピック公園で開かれた「CINCO de MAYO Japan 2014」、1部では真琴とのチャンピオンタッグで朱里&日向小陽と対戦し、真琴が日向からダブルアーム・スープレックス・ホールドで勝利、2部では日向とのシングルをブレーンバスター・ホールドで勝利しシングル初勝利[91]。
- 4月29日、ディアナ3周年大会「DANGER ZONE」でSareee&花月と組み伊藤薫&コマンド・ボリショイ（JWP）&里村明衣子（仙女）と対戦、Sareeeが伊藤のダイビングフットスタンプに屈する[92]。
- 4月30日、アイスリボン道場マッチでラビット美兎と組み、紫雷美央&優華と対戦するが、優華のスクールガールで敗れる。試合後、REINAタッグを懸けて優華（パートナーはあきば栞）と再戦を申し込み、5月5日WNC横浜大会でタイトルマッチが決まった[93]。
- 5月5日、昼のWAVE後楽園大会で東西対抗10人タッグ（浜田文子&チェリー&中川ともか&香萌&あきば栞 vs 救世忍者乱丸&ハイビスカスみぃ&華名&山下りな&ポリスウ〜メン）に挑み、3本勝負と時間無制限の再戦を文子がすべてフォールして勝利[94]。夜のWNC横浜大会にて、REINAタッグの初防衛戦を行い、ブレーンバスタースープレックスホールドをあきば栞から決めて初防衛成功[95]。
- 5月13日、WAVE新木場大会、「Catch the WAVE 2014」初戦として同期かつ同い年で意識していた夏すみれと対戦し、ダイビング・ボディーシザース・ドロップ→エビ固めで初戦を飾った[96]。
- 5月25日、REINA新木場大会、雫有希&亜利弥'組相手にREINA世界タッグ王座防衛戦を行うが、雫のデスバレーボムに屈しタイトルを落とす[97]。
- 5月29日、WNC新宿大会、真琴&日向小陽とのトリオでラ・コマンダンテ&リン・バイロン&アレックス・リー組と対戦するが、小陽がコマンダンテのダイビングボディープレスに屈する[98]。
- 6月1日、WNC大館大会、エル・イホ・デル・パンテーラとタッグを組み、リン･バイロン&吉野達彦（ガッツワールド）と対戦、しかしリンのムーンサルトプレスで敗れる[99]
- 6月14日、WNC八王子大会、日向小陽と再戦しフィッシャーマンズスープレックスホールで勝利[100]。
- 6月26日、WNC最終回となった新宿大会、日向小陽と組み、ラ・コマンダンテ&アレックス・リー組と対戦するが、小陽がアレックスのネックハンギング・ボムを受け敗れる[101]。
- 6月27日、WAVE蕨大会、「Catch the WAVE 2014」最終戦、勝てば優勝という状況で世羅りさと対戦し時間切れ引き分け、優勝は4人による決定戦に委ねられることになった[102]。
- 6月29日、REINA新木場大会、真琴と組み、成宮真希&世羅りさ組（.STAP）が持つインターナショナル・リボンタッグ王座に挑戦するが、世羅のダイビングダブルニードロップを受け敗れる[103]。
- 7月6日　That's女子プロレス浜松大会に参戦。下田美馬にシングルマッチで敗れる。
- 7月13日、WAVE新宿大会、「Catch the WAVE 2014」決勝進出決定戦で世羅りさと対戦し、ラ・マヒストラルで決勝進出を決めた[104]。
- 7月27日、昼のWAVE後楽園大会、「Catch the WAVE 2014」決勝戦で夏すみれと対戦し、ラ・マヒストラルで初代小波女に就いた[105]。夜のディアナ川崎大会でSareeeが持つJWPジュニア二冠に挑むが裏投げからの片エビ固めで敗れる[106]。
- 7月30日　アスカプロジェクト王子大会に初参戦。洞口義浩（K-DOJO）と組んで、高橋匡哉、日向小陽組と対戦。
- 8月9日、市ヶ谷チョコレート広場にて我闘雲舞初参戦。「ガトヌン・クライマックス」1回戦としてさくらえみと「マヒストラル」と銘打たれシングルで対戦するが、逆さ押さえ込みで敗れる[107]。
- 8月10日　堀田祐美子30周年記念興行　新宿FACE大会にて、ダンプ松本とシングルマッチ。初の流血に追い込まれ敗れる。また、同所で夜に行われたREINAでは、木村響子とシングルマッチを行い、こちらも敗れる。
- 8月12日　プロレスリング・セム新宿FACE大会に参戦。華名とシングル初対決。オモプラッタで敗れる。
- 8月17日　OZアカデミー新宿FACE大会に初参戦。OZ王者AKINOと初対戦。レオパードからの片エビ固めで敗れるも、「面倒見てやる、ついて来い！」と認められ、以後同団体への定期参戦が実現する。[108]
- 9月15日　REINA春日部大会メインイベントで下田美馬と組んで、ダンプ松本、雫有希組と対戦し、雫に敗れる。これが所属として最後の試合となった。

### プロレスリングWAVE、ASUKA PROJECT
- 9月16日　REINAを退団し、ASUKA PROJECTとプロレスリングWAVEの二団体所属選手になる。記者会見場でプロレスリングWAVEでの初の仕事として、同日発表となったタッグトーナメントの表を持つという仕事を二上代表取締役に頼まれる。
- 9月23日　WAVE新木場大会にて、正式入団のあいさつ。所属第1戦目としては、DUAL SHOCK WAVE2014タッグトーナメントに、華名（現ASUKA）とのタッグ「ミドリ★ガメ」で出場し、初戦は勝ち抜くも2回戦で敗退。
- 9月25日　Ray興行新宿FACE大会に参戦。コマンド・ボリショイとシングル初対決。タイガース―プレックスホールドで敗れる。
- 9月27日　アスカプロジェクト所属となって初戦の王子大会メインイベントにて、中川ともか（エスオベーション）と対戦。唸れ剛腕からの片エビ固めで敗れるも大熱戦となる。
- 10月21日　プロレスキャノンボールにて急遽開催された蕨大会に参戦。松本都と組んで、今成夢人と対戦した。
- 11月8日　「女子プロレスFesta in 若柳」宮城大会にて、アジャ・コングとシングル初対決。垂直落下式ブレーンバスターからの体固めで敗れる。
- 11月23日　ドリーミンプロジェクト新木場大会に参戦。第3試合でDJニラと対戦し、キャメルクラッチでギブアップ勝利。またメインイベントにも出場し、葛西純、ジ・ウインガーと組んで、真霜拳號、タンク永井、日向小陽組と対戦。
- 11月27日　アスカプロジェクト初の後楽園ホール大会にて、6人タッグマッチに出場。はやて（オフィスはやて）、趙雲子龍と組んで、守部宣孝（オフィスはやて）、中里哲也（オフィスはやて）、石橋葵（世界プロレス協会）と対戦し、中里から直接勝利を奪う。
- 12月3日　WAVE新木場大会にて、中川だらけのバトルロイヤルに参戦。全員が翌日引退予定の中川ともかのコスチュームで戦う中、優勝を飾る。
- 12月4日　OZアカデミー後楽園大会にて、同日のメインで国内引退となる中川ともかの指名で、志田光と組んで、中川ともか、ケリー・スケーター組と最後の対戦。また、中川から正式に120%スクールボーイを受け継ぎ、以後フィニッシュホールドとして使用するようになる。

2015年
- 1月15日　WAVE新木場大会　小林香萌”飛躍”5番勝負第1戦　LEONに敗れる。
- 1月25日　WAVE名古屋大会　小林香萌”飛躍”5番勝負第2戦　藤本つかさに敗れる。
- 1月29日　アスカプロジェクト蕨大会にて、趙雲子龍と組んで、ウルフ智也、飯田美花と対戦。飯田から初の直接勝利を奪う。
- 1月30日　WAVE蕨大会　小林香萌”飛躍”5番勝負第3戦　花月に敗れる。
- 2月1日　WAVE新木場大会　小林香萌”飛躍”5番勝負第4戦　つくしに敗れる。
- 2月8日　OZアカデミー新宿FACE大会にて、花月と組んで、AKINO、加藤園子組と対戦。花月が加藤を破り勝利。以降、この4人でチームを結成することになる。
- 2月11日　WAVE後楽園大会　小林香萌”飛躍”5番勝負第5戦　豊田真奈美に敗れる。
- 3月1日　OZアカデミー新宿FACE大会にて、花月と組んで、尾崎魔弓（OZアカデミー）、旧姓広田さくら組を破り、OZアカデミー認定タッグ王座を獲得。
- 4月15日　OZアカデミー後楽園大会にて、加藤園子・AKINO・花月・小林香萌のチーム名が「Mission K4（ミッションケーフォー、エムケーフォー）」に決定したことを発表。
- 5月17日　OZアカデミー新宿FACE大会にて、永島千佳世、志田光組を相手にOZアカデミー認定タッグ王座初防衛戦。試合終盤、花月が負傷により戦闘不能になるアクシデントが起きるものの、小林が1人で2人を相手に粘りを見せ、30分時間切れドローにより辛くも王座を防衛した。
- 5月3日～　WAVE後楽園大会にて、Catch The WAVE本線に初出場。初戦で飯田美花から勝利をあげるものの、リーグ戦は3勝6敗で終了。旧姓広田さくらとの公式戦はラズベリー賞を受賞。
- 6月20日　アスカプロジェクト王子大会メインイベントで行われた自身のデビュー2周年記念タッグマッチにて、高橋匡哉と組んで、篠瀬三十七、仲川翔大組と対戦。仲川から120%スクールボーイで勝利。この結果により、7/24～25に行われる24時間プロレスでの真霜拳號とのシングルマッチが決定。
- 7月19日　OZアカデミー新宿FACE大会にて、尾崎魔弓、紫雷美央組に敗れ、OZアカデミー認定タッグ王座から陥落。
- 7月25日　24時間プロレスで行われた、アスカプロジェクト新宿FACE大会。25日の午前0時半開始の興行で真霜拳號とシングルマッチ。11分1秒　無道で敗れるも好勝負となる。また、24時間プロレス内では他にも、OZABUNで山下りなと組んで、ダイナマイト関西、豊田真奈美組と戦い、最後の全団体代表者バトルロイヤルにもアスカプロジェクト代表として出場したため、計3試合に出場した。
- 8月1日　みちのくプロレス山形大会に初参戦。ヤッペーマン3号にシングルで敗れる。
- 8月2日　みちのくプロレス宮城大会に連続参戦。この日もヤッペーマン3号にシングルで敗れる。
- 8月9日　WAVE後楽園大会にて、山下りなを破り、JWP認定ジュニア王座&POP王座を獲得。
- 8月23日　OZアカデミー横浜文化体育館大会で尾崎魔弓、紫雷美央組を破り、OZアカデミー認定タッグ王座を奪還。
- 8月25日　WAVEのYOUNG OH!OH!蕨大会にて、藤ヶ崎矢子を破りJWP認定ジュニア王座＆POP王座初防衛に成功。
- 9月11日　WAVEのYOUNG OH!OH!蕨大会にて、藤田あかね（アイスリボン）を破りJWP認定ジュニア王座&POP王座二度目の防衛に成功。
- 9月23日　WAVE博多スターレーン大会にて、ライディーン鋼（JWP）に敗れ、JWP認定ジュニア王座＆POP王座から陥落。
- 9月30日　アスカプロジェクト新宿FACE大会にて、TAKAみちのく（K-DOJO）とタッグマッチで初対戦。勝俣瞬馬（DNA）と組んで、篠瀬三十七、TAKAみちのく組と対戦し、11分57秒　ジャストフェースロックで敗れる。また、この日のメインで行われた王者・新井健一郎（Dragon Gate）vs挑戦者・高橋匡哉のアスカプロジェクト選手権試合終了後にリングイン、防衛を果たした王者新井に張り手を見舞い、10月29日蕨大会での王座挑戦を表明。
- 10月2日～　WAVE新木場大会にて、DUAL SHOCK WAVE2015タッグトーナメントに、山下りなとのタッグ「ファフロッキーズ」で出場するも敗退。
- 10月29日　アスカプロジェクト蕨大会にて、王者・新井健一郎の持つタイトルに挑戦。120％スクールボーイであわやの場面を作ったものの、14分47秒ジャンピングパイルドライバーで敗れる。
- 11月1日　ドリーミンプロジェクト新木場大会にて、仲川翔大と組んで、MIKAMI、怨霊組と対戦。
- 12月13日　OZアカデミー後楽園大会にて、米山香織、倉垣翼組に敗れ、OZアカデミー認定タッグ王座から陥落。
- 12月27日　K-DOJOブルーフィールド大会にて、杉浦透（FREEDOMS）with中邑珍輔（西口プロレス）と組んで、真霜拳號、雄馬（K－DOJO）と対戦。
- 12月28日　アスカプロジェクト後楽園ホール大会にて、TAKAみちのくとシングルマッチ。9分44秒ジャストフェースロックで敗れる。

2016年
- 1月23日　アスカプロジェクト王子大会にて、趙雲子龍とシングルマッチで対戦。
- 3月4日　ディアナ新宿FACE大会にて、高橋奈七永（SEAdLINNNG）と組んで、Sareee、田中盟子（ディアナ）組と対戦。
- 3月21日　K-DOJO北千住大会にて、リッキー・フジ（K-DOJO）と組んで、タンク永井、雄馬と対戦。
- 4月15日　MK4初の自主興行が新宿FACEで開催。里村明衣子（センダイガールズプロレスリング）とシングルマッチで対戦するも敗れる。
- 4月20日　WAVE新木場大会にて、Catch The WAVEに出場。初戦は米山香織から勝利を奪うも、リーグ戦は1勝2敗で終了。
- 6月22日　WAVEのYOUNG OH!OH!蕨大会にて、彩羽匠（マーベラス）と初対決もランニングスリーからのエビ固めで敗れる。
- 7月9日　OZアカデミー横浜大さん橋大会にて、尾崎魔弓とシングル初対決も、フィッシャーマンバスターからの片エビ固めで敗れる。
- 7月18日　OZアカデミー後楽園大会「アジャコングデビュー30周年記念興行」にて、ダイナマイト関西、豊田真奈美、AKINO、花月と組み、井上京子、宮崎有妃、Leon、世志琥、Sareee組と対戦。世志琥とは初対戦。
- 7月27日　CRYSIS新宿FACE大会にて、浜田文子、山縣優、高山善廣と組んで、ジャガー横田（ディアナ）、堀田祐美子、藪下めぐみ、TARUと対戦。
- 7月28日　アスカプロジェクト新宿FACE大会にて、日向小陽、勝俣瞬馬と組んで、はやて、守部宣孝、中里哲也と対戦。
- 9月11日　WAVE春日部大会にて、デビュー3周年凱旋興行開催。浜田文子、山縣優と組んで、水波綾、大畠美咲、夏すみれ組と対戦。120%スクールボーイで夏から勝利を奪う。
- 9月22日　WAVE新木場大会にて、DUAL SHOCK WAVE2016にエントリーするものの前日までパートナーが決まらなかったが、急きょハイビスカスみぃとのタッグで出場、1回戦を勝利で飾る。
- 9月25日　WAVE名古屋大会にて、DUAL SHOCK WAVE2回戦で、大畠美咲、木村響子組に勝利。120%スクールボーイで大畠から初の直接勝利を挙げる。
- 9月28日　SEAdLINNNG後楽園大会に初参戦。藤本つかさと組んで、Leon、つくし組とハイスピードマッチに初挑戦するも、つくしに敗れる。
- 10月2日　WAVE大阪大会にて、DUAL SHOCK WAVE準決勝で、水波綾、橋本千紘（センダイガールズプロレスリング）組に敗れ、トーナメント敗退。
- 10月3日　ランズエンド新木場大会にて、キム・ナンプンとシングルマッチ。
- 10月10日　WAVE後楽園大会にて、メキシコに修行に行くために年内でのWAVE退団を発表。
- 11月17日　篠瀬三十七興行にて、朱里とシングルマッチで対戦。アスカプロジェクト所属としては最後の試合となる。
- 11月27日　WAVE後楽園大会にて、タッグマッチでダイナマイト関西と引退前最後の対戦。
- 12月5日　WAVE新木場大会にて、小波の欠場により、急遽浜田文子とシングルマッチで対戦。メインの6人タッグマッチと2試合出場。
- 12月18日　WAVE新木場大会後に行われた打ち上げWAVEにて、各1分1本勝負（最後の桜花戦のみ3分1本勝負）による7人掛けを行った。
- 12月29日　WAVE後楽園大会にて、WAVE所属として最後の試合。3人×3チームによる変則タッグマッチに出場した。試合後に急遽、山下りな、夏すみれと所属として最後のシングルマッチで対戦した。

### フリー
2017年
- 1月〜2月　OZアカデミー、SEAdLINNNG、ディアナ、REINA、いたばしプロレスなどに参戦。
- 2月15日　1ヶ月の予定で、単身でのメキシコ遠征へ出発。
- 2月19日（現地時間）　アレナ・アステカ・ブドーカン大会に出場、メキシコデビューを果たす。ラ・マグニフィカのもつ女子王座に挑戦するも一歩届かず。
- 4月12日　OZアカデミー後楽園大会にて、AKINOと組んで、志田光、朱里組の持つOZアカデミー認定タッグ選手権に挑戦するも、志田の魂のスリーカウントからのエビ固めで破れる。
- 6月25日　OZアカデミー横浜大さん橋ホール大会にて、AKINOとのタッグで、志田光、朱里組のOZアカデミー認定タッグ選手権に再挑戦。120%スクールボーイで朱里から勝利し、第26代王者となる。
- 8月12日　WAVE10周年大田区総合体育館大会に退団後初参戦。長浜浩江とのタッグで、チェリー、米山香織組の持つWAVE認定タッグ王座に挑戦し、長浜が勝利。第19代王者になるとともに、OZ認定タッグと合わせての二冠王となった。
- 8月20日　OZアカデミー後楽園大会にて、桜花由美・アレックスリー組を相手にOZアカデミー認定タッグ選手権の初防衛戦。最後は初公開となるギデオンスプラッシュでアレックスをフォールし、防衛に成功した[109]。
- 9月15日　CMLL-REINA新木場大会にて、ハロチータ（CMLL）とのCMLL-REINAインターナショナルジュニア王座決定戦に勝利し、第8代王者となった。これにより、OZ認定タッグ、WAVE認定タッグと合わせて3冠王となった。
- 9月17日　WAVE後楽園大会にて、彩羽匠、門倉凛組とのWAVE認定タッグ王座防衛戦にて、長浜が破れて2度目の防衛に失敗した。
- 10月29日　OZアカデミー横浜文化体育館大会にて、尾崎魔弓、雪妃魔矢組とのOZアカデミー認定タッグ王座防衛戦に破れ、2度目の防衛に失敗した。
- 11月5日　M's style5周年記念大会　BATTLE RIDER～THE NEXT～ワンデーミックスタッグトーナメント大阪・平野区民ホール大会にて、正岡大介（FREEDOMS）とのタッグで出場し優勝。

2018年
- 1月8日　YOUNG OH! OH! '18 GENスポーツパレス大会にて、5月に引退を発表した飯田美花とのシングルマッチに勝利。
- 1月20日 ガンバレプロレス王子大会にて、力と、チーム最後のジェダイとして出場し、冨永真一郎、HARUKAZE組に勝利。小林は試合後に「やりたいこと全部やりきった。」
- 1月27日 プロレスリングDEWA宮城野区文化センター大会にて、夏すみれに勝利。またメインでは青鉄柱としてメキシコ遠征前最後を締めくくった。
- 1月29日 CMLL長期参戦のため、メキシコへ出発。
- 1月30日（現地時間） アレナコリセオ（メキシコ・グアダラハラ）にてCMLLデビュー。プリンセサ・スヘイ、ハロチータと組んで、ダリス、レイナ・イシス、メタリカと対戦した。試合は自らがミサイルキックからのラ・マヒストラルをイシスに決めて、デビュー戦を勝利で飾った。
- 2月9日（現地時間） アレナメヒコに初登場。マルセラ、プリンセサ・スヘイと組んで、ダリス、アマポーラ、セウシスと対戦した。
- 8月19日 OZアカデミー名古屋国際会議場大会にて、メインイベントのOZアカデミー認定無差別級選手権次期挑戦者決定戦イリミネーション6人タッグ・ラストウーマンスタンディングマッチに出場、AKINO、松本浩代と組んで、尾崎魔弓、アジャ・コング、加藤園子と対戦した。最後の2人まで残ったものの、50分20秒でアジャ・コングに破れた。
- 9月17日 OZアカデミー横浜文化体育館大会にて、朱崇花と対戦するも、試合中の負傷により、レフェリーストップとなる。

2019年
- 1月6日 OZアカデミー新宿FACE大会にて、復帰予定もまさかのインフルエンザにより、復帰戦を欠場となる。
- 1月13日 OZアカデミー沖縄ナムラホール大会にて、正式復帰。
- 1月27日 （現地時間） 再びCMLLへ参戦。
- 5月31日 （現地時間） CMLLアレナメヒコ「EL JUICIO FINAL」にて、アマポーラとカベジェラ・コントラ・カベジェラで対戦。試合には2−1で破れ、丸坊主となる。

2020年
- 11月8日　OZアカデミー新宿FACE大会にて、関口翔と組んで、尾崎魔弓、安納サオリ組とのOZアカデミー認定タッグ選手権次期挑戦者決定トーナメント決勝戦に臨み、120%スクールボーイで尾崎から勝利し、挑戦権を獲得する。
- 12月30日　OZアカデミー後楽園ホール大会にて、関口翔とのタッグで、加藤園子、AKINO組のOZアカデミー認定タッグ選手権に挑戦。120%スクールボーイでAKINOから勝利し、第32代王者となる。

2021年
- 7月より「自分を見つめなおすため」レスラー業を一時休業することを自身のTwitterで明かした[110]。

2022年
- 4月、フリーランスサミットNOMADS'にて、5月20日に復帰することが発表された[111]
- 5月20日 フリーランスサミットNOMADS'新宿FACE大会にて、松本浩代を相手に復帰戦を戦う[112]。

## 得意技
- ギデオンスプラッシュ
- フィッシャーマンズスープレックス
- 120％スクールボーイ
- 120％トルティージャ

## 獲得タイトル
- 第12代REINA世界タッグ王座（パートナーは真琴）
- Catch the WAVE 2014 YOUNGブロック優勝（初代小波女）
- 第21代、第23代、第26代、第32代OZアカデミー認定タッグ王座

パートナーは花月→AKINO→関口翔
- 第28代&第18代JWP認定ジュニア&POP王座
- 第19代WAVE認定タッグ王座（パートナーは長浜浩江）
- 第8代CMLL-REINAインターナショナルジュニア王座
- 第18代W.W.W.D認定世界タッグ王座（パートナーは米山香織）

## 入場テーマ曲
- Pachuco
- Johnny B. Goode

## エピソード
- WNCを選んだ理由は「男子の中に入っていろんなプロレスに触れていきたかった」としている[113]。
- 練習生時代の2012年7月26日、男女2人組から暴行を受ける事件に巻き込まれた[114]。8月2日のWNC新宿大会で大原はじめと野崎渚が犯人として名乗り出た[115]。
- ブレイクダンス、器械体操を経験しており、TAJIRI曰く「体幹がものすごく強い」[3]。また、GAMIも「コミカル&セクシー プロレスリングWAVE」の中で、「やっぱりTAJIRIさんの弟子だけあるね。体幹がしっかりしてる。基本に忠実」と小林の動きを絶賛している。